# Carl Adolph Agardh

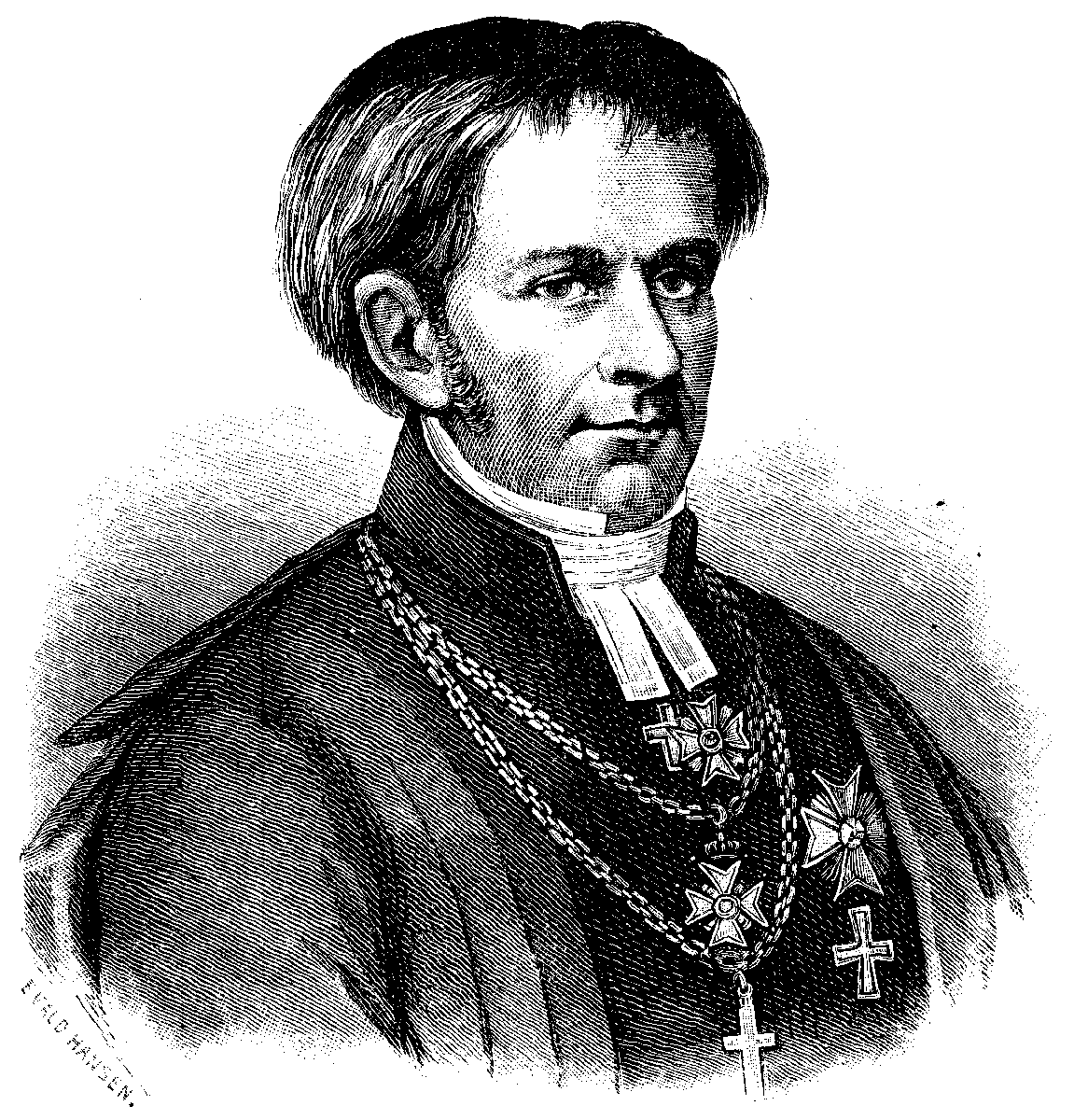
Carl Adolph Agardh

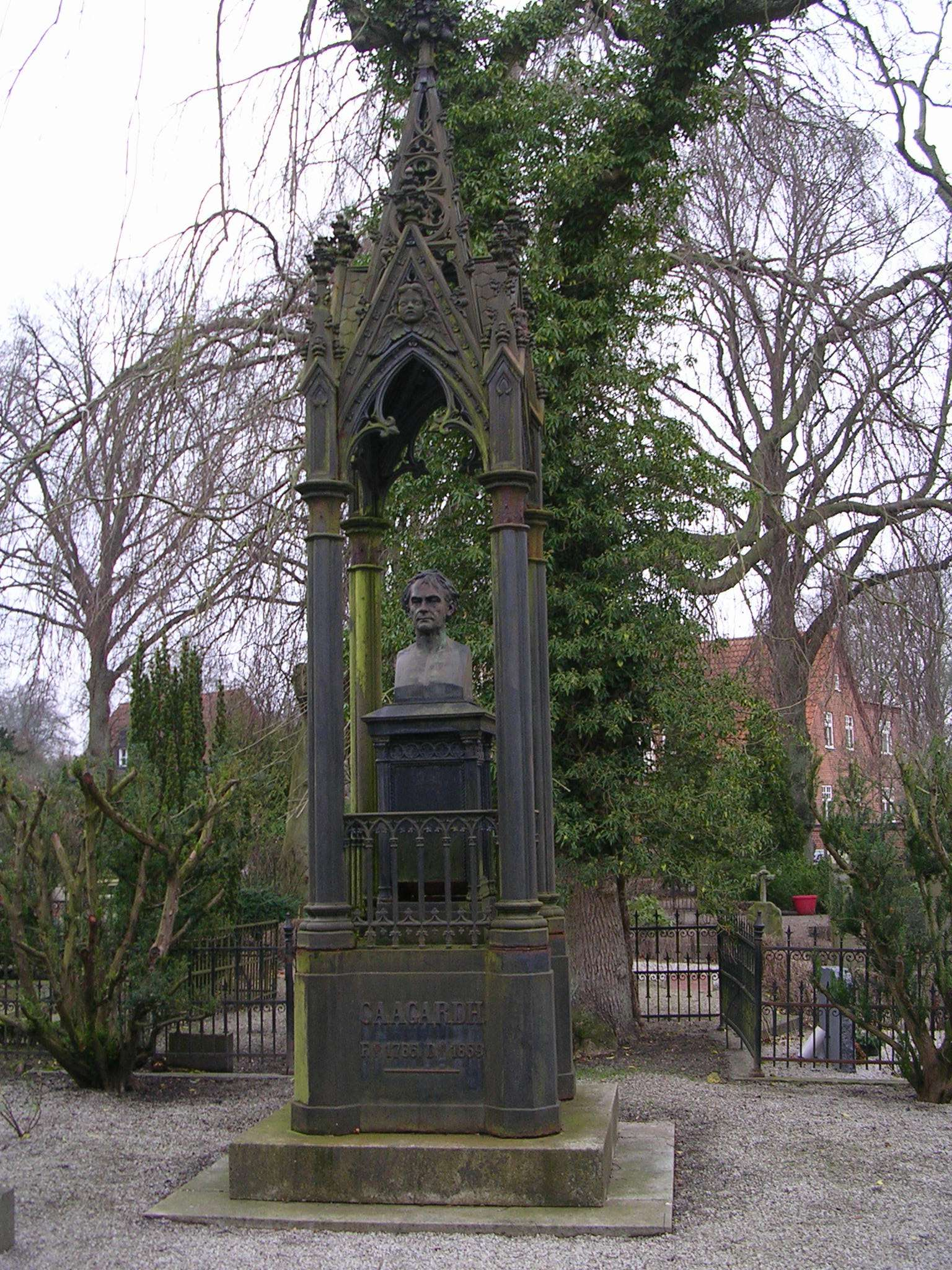
Grabmal von Agardh

Carl Adolph Agardh (* 23. Januar 1785 in Båstad; † 28. Januar 1859 in Karlstad) war ein schwedischer Botaniker. Sein offizielles botanisches Autorenkürzel lautet „C.Agardh“.

## Leben
Carl Adolph Agardh wurde 1785 als Sohn des Händlers Georg Mikaelsson Agardh (1746–1809) und seiner Frau Agneta Kristina (geborene Ollman) geboren.
Agardh studierte ab 1799 Naturwissenschaften und Mathematik an der Universität Lund und promovierte dort 1805 zum Doktor der Philosophie. Er blieb an der Universität, wurde ab 1807 Dozent für Mathematik, Botanik und Wirtschaft und 1812 schließlich Professor für Botanik und Wirtschaft. 1819/20 amtierte er als Rektor der Universität. In der Folgezeit widmete er sich der botanischen Forschung und konzentrierte sich, angeregt durch seinen Kollegen Olof Peter Swartz, insbesondere auf die Kryptogamenkunde.
1816 ließ er sich die geistlichen Weihen geben und wurde Pfarrer im St. Peterskloster in Lund, ohne seine Professur aufzugeben. 1819 wurde er zum Mitglied der Leopoldina gewählt. 1834 wurde er zum Bischof in Karlstad ernannt.
Mit seinen Schriften hat Agardh für die Systematik der Algen in seiner Zeit wesentliche Impulse gegeben.
Weiter schrieb Agardh auch Abhandlungen über staatsökonomische Fragen, war Abgeordneter seines Stifts zum Reichstag und Mitglied des 1827 und 1828 berufenen Erziehungskomitees. In dieser Funktion hatte er die damals durchgeführte Reform des schwedischen Schulsystems stark beeinflusst.
Er war seit dem 2. Oktober 1812 mit Margareta Charlotta (geborene Lindschough, 16. Juni 1796 – 11. November 1868) verheiratet. Sie war eine Tochter von Jakob Lindschough.
Zu Agardhs berühmtesten Nachfahren zählen sein Sohn Jacob Georg Agardh (1813–1901), ebenfalls Botaniker, sowie sein Enkel Gustaf Fröding, einer der wichtigsten schwedischen Lyriker der 1890er Jahre.

## Ehrungen
Zu Ehren von Carl Adolph Agardh sind die Algengattungen Agardhia Gray (heute Synonym zu Mougeotia) und Agardhina Nardo (heute Synonym zu Phymatolithon) benannt worden.

## Schriften (Auswahl)
- Synopsis algarum Scandinaviae. Lund 1817.
- Species algarum rite cognitae etc. das. u. Greifswald 1823–1828, 2 Bände.
- Icones algarum europaearum. Leipzig 1828–1835.
- Systema algarum. Lund 1824.
- Essai de réduire la physiologie végétale à des principes fondamentaux. Lund 1828.
- Essai sur le développement intérieur des plantes. das. 1829.
- Lärobok i botanik. Malmö 1830–1832, 2 Bände; deutsch, 1. Teil: Organographie der Pflanzen. von L. v. Meyer, Kopenhagen 1831; 2. Teil: Allgemeine Biologie der Pflanzen. von Creplin, Greifswald 1832.
- Försök till en statsökonomisk statistik öfver Sverige. mit Ljungberg, Stockholm 1852–1863, 4 Bde.